# Эдиакарий
Эдиакарий (англ. Ediacaran period) — последний геологический период неопротерозоя, непосредственно перед кембрием. Также является последним периодом всего надэона докембрий и эона протерозой. Длился примерно с 635 по 538,8 ±0,6 миллионов лет назад, начало периода совпадает с окончанием глобального оледенения, а конец — с началом кембрийского взрыва.
Период начался после отступления глобального оледенения криогенового периода. В эдиакарии появляются одни из первых многоклеточных организмов — эдиакарская биота. У этих животных ещё не было скелета, и они были устроены проще, чем последующие организмы кембрийского периода. В некоторых местонахождениях сохранилось немало отпечатков иных различных групп организмов. Так, 635 миллионов лет назад, в самом начале эдиакария, на сушу вышли некоторые грибы.

## Эдиакарий и венд
Название периода образовано от названия Эдиакарской возвышенности в Южной Австралии. Официально название утверждено Международным союзом геологической науки в марте 2004 года и объявлено в мае того же года. В русскоязычной литературе используется термин «вендский период» или «венд», который имеет другие временные рамки. Этот термин употреблялся также в зарубежной литературе (англ. Vendian period).
Венд — аналог эдиакария в общей стратиграфической (геохронологической) шкале, но они имеют различные верхнюю и нижнюю границы. Нижняя граница венда определена в 600 млн лет, а у эдиакария — 635 млн лет. Верхняя граница венда установлена в 535 млн лет, а у эдиакария — 538,8 ±0,6 млн лет.
В настоящее время, согласно решению Международной стратиграфической комиссии (МСК) 1991 года, термин «венд» употребляется только применительно к территории бывшего СССР. В шкале Международной комиссии по стратиграфии докембрия венду соответствует неопротерозой-III, обособленное подразделение с нижней границей 650 млн лет.
С 2010-х годов российские геологи-докембристы предлагают рассматривать венд как верхний отдел эдиакария.

## Жизнь

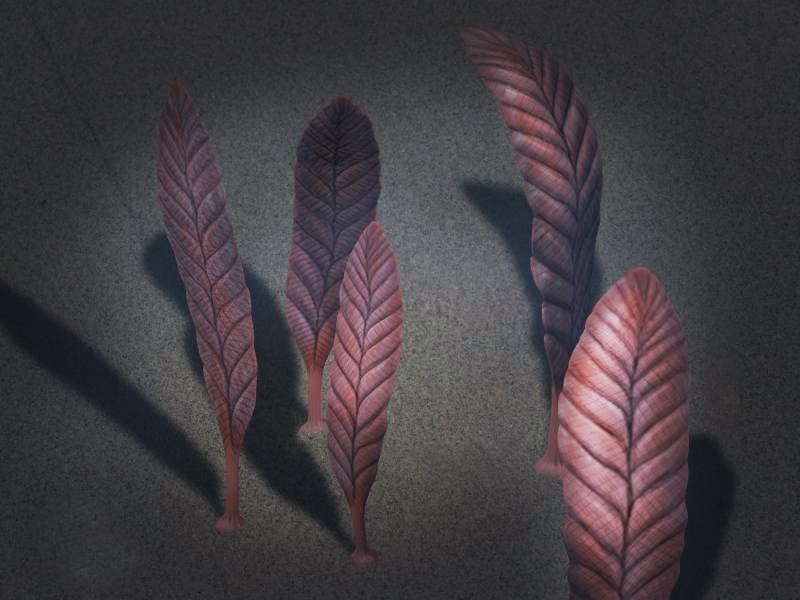
Чарния — известный представитель эдиакарской фауны

Ископаемых останков из эдиакария не так много, так как скелетная фауна ещё не существовала. Самые ранние известные останки многоклеточных животных как раз датируются эдиакарием (хотя известно о появлении животных ещё в криогении). Самые распространённые формы эдиакарской биоты представляют собой сегментированных червеобразных животных, дисков и множество иных. В западной Сибири были обнаружены останки современных фораминифер.
Представители эдиакарской фауны не похожи на современных животных. Более того, не установлены их связи даже с животными кембрийского периода. Было описано более 100 видов, среди них Arkarua, Charnia, Dickinsonia, Ediacaria, Marywadea, Cephalonega, Pteridinium и Yorgia. В конце периода происходит массовое вымирание.
Считается, что длительность суток была 21,9±0,4 часов, в году было 400±7 дней и 13,1 месяцев.

## Подразделения
На 2024 год эдиакарий не подразделяется на эпохи. Однако существует проект возможного деления. Так, средний эдиакарий начинается 579 млн лет назад с гаскирским оледенением (англ. Gaskiers glaciation). 557 млн лет назад начинается финальная эпоха периода. Пока этот вариант деления не был принят официально.

## Геология
С геологической точки зрения период характеризуется формированием и распадом суперконтинента Паннотия.

### Ледниковые периоды
Эдиакарий характеризуется несколькими ледниковыми периодами. Первый, гаскирский, длился около 340 тысяч лет, начавшись 579,88 ± 0,44 млн лет назад и завершившись 579,63 ± 0,15 млн лет назад. Второй, байконурский, длился от 547 до 541 млн лет назад и считается важным фактором кембрийского взрыва.

Реконструкция суперконтинента Паннотия (600 млн лет назад)
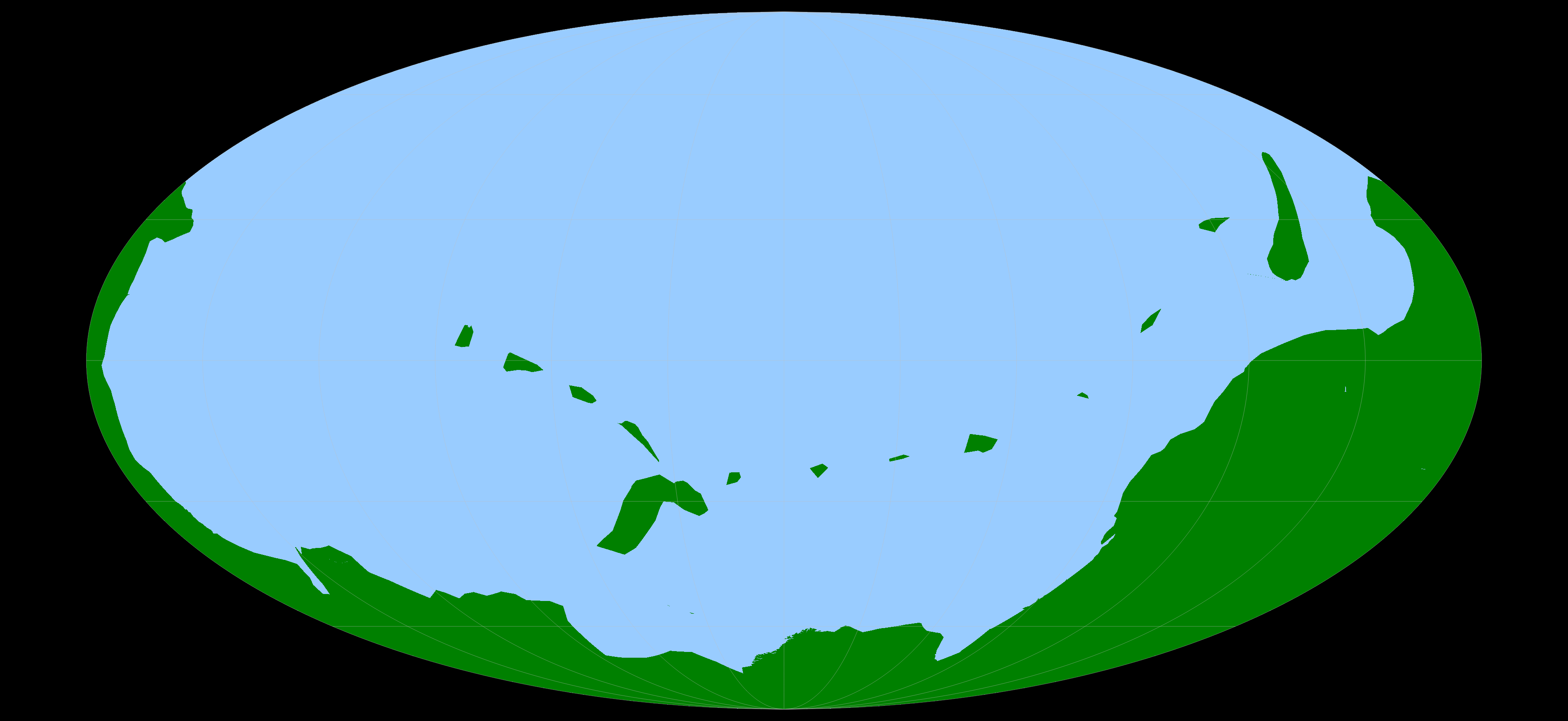